# Campionato mineiro 2016
Il campionato mineiro 2016 – Módulo I (ufficialmente Campeonato Apoio Mineiro 2016 – Módulo I per ragioni di sponsorizzazione) è stata la 102ª edizione del campionato mineiro, disputata fra il 31 gennaio e l'8 maggio 2016 e conclusa con la vittoria dell'América-MG.
Capocannoniere del torneo è stato Robinho con 9 reti.

## Stagione

### Novità
Al termine della stagione 2015 sono retrocesse in Módulo II Democrata-GV e Mamoré. Dalla seconda divisione, invece, sono salite Uberlândia e Tricordiano.

### Formato
Le dodici squadre si affrontano dapprima in una prima fase, consistente in un girone da dodici squadre di sola andata. Le prime quattro classificate accederanno alla seconda fase, ad eliminazione diretta, che decreterà la vincitrice del campionato. Le ultime due classificate, retrocedono nel Módulo II.
La prime tre classificate, potranno partecipare alla Série D 2017. I primi tre posti garantiscono anche un posto nella Coppa del Brasile.
Il titolo di Campeao do Interior verrà assegnato al club meglio piazzato nel corso della competizione ad esclusione dei tre club di Belo Horizonte, ovvero América-MG, Atlético Mineiro e Cruzeiro. Nel caso in cui due club dovessero raggiungere lo stesso risultato, vi sarà uno spareggio per decretare il vincitore.

## Squadre partecipanti
| Club             | Città           | Stadio                                        | Stagione precedente    |
| ---------------- | --------------- | --------------------------------------------- | ---------------------- |
| América-MG       | Belo Horizonte  | Stadio Raimundo Sampaio                       | 5º posto               |
| Atlético Mineiro | Belo Horizonte  | Stadio Mineirão                               | 1º posto               |
| Boa Esporte      | Ituiutaba       | Stadio Municipal Prefeito Dilzon Luiz de Melo | 7º posto               |
| Caldense         | Poços de Caldas | Stadio Doutor Ronaldo Junqueira               | 2º posto               |
| Cruzeiro         | Belo Horizonte  | Stadio Mineirão                               | 3º posto               |
| Guarani-MG       | Divinópolis     | Stadio Waldemar Teixeira de Faria             | 10º posto              |
| Tombense         | Tombos          | Stadio Antônio Guimarães de Almeida           | 4º posto               |
| Tricordiano      | Três Corações   | Stadio Elias Arbex                            | 2º posto nel Módulo II |
| Tupi             | Juiz de Fora    | Stadio Municipal Radialista Mario Helênio     | 9º posto               |
| Uberlândia       | Uberlândia      | Stadio Municipal Parque do Sabiá              | 1º posto nel Módulo II |
| URT              | Patos de Minas  | Stadio Zama Maciel                            | 8º posto               |
| Villa Nova       | Nova Lima       | Stadio Castor Cifuentes                       | 6º posto               |

## Prima fase

### Classifica finale
| Pos. | Squadra          | Pt | G  | V | N | P | GF | GS | DR  |
| ---- | ---------------- | -- | -- | - | - | - | -- | -- | --- |
| 1    | Cruzeiro         | 29 | 11 | 9 | 2 | 0 | 18 | 6  | +12 |
| 2    | Atlético Mineiro | 20 | 11 | 6 | 2 | 3 | 25 | 11 | +14 |
| 3    | URT              | 19 | 11 | 5 | 4 | 2 | 10 | 8  | +2  |
| 4    | América-MG       | 18 | 11 | 5 | 3 | 3 | 14 | 11 | +3  |
| 5    | Caldense         | 14 | 11 | 4 | 2 | 5 | 12 | 12 | 0   |
| 6    | Villa Nova       | 14 | 11 | 4 | 2 | 5 | 15 | 18 | -3  |
| 7    | Tricordiano      | 13 | 11 | 4 | 1 | 6 | 13 | 14 | -1  |
| 8    | Tombense         | 13 | 11 | 4 | 1 | 6 | 14 | 18 | -4  |
| 9    | Tupi             | 13 | 11 | 4 | 1 | 6 | 9  | 13 | -4  |
| 10   | Uberlândia       | 12 | 11 | 4 | 0 | 7 | 7  | 11 | -4  |
| 11   | Guarani-MG       | 12 | 11 | 3 | 3 | 5 | 11 | 16 | -5  |
| 12   | Boa Esporte      | 10 | 11 | 3 | 1 | 7 | 12 | 22 | -10 |

Legenda:
     Ammessa alla seconda fase.
     Retrocessa nel Módulo II 2017
Regolamento:
Tre punti a vittoria, uno a pareggio, zero a sconfitta.

### Tabellone
Ogni riga indica i risultati casalinghi della squadra segnata a inizio della riga, contro le squadre segnate colonna per colonna (che invece avranno giocato l'incontro in trasferta). Al contrario, leggendo la colonna di una squadra si avranno i risultati ottenuti dalla stessa in trasferta, contro le squadre segnate in ogni riga, che invece avranno giocato l'incontro in casa.
|                  | AMM    | ATM    | BOA  | CAL    | CRU    | GUA    | TOM    | TRI    | TUP    | UEC    | URT    | VIL    |
| ---------------- | ------ | ------ | ---- | ------ | ------ | ------ | ------ | ------ | ------ | ------ | ------ | ------ |
| América Mineiro  | ––––\| | 1-1    | 2-0  | 3-1    |        |        |        |        | 3-0    | 1-0    |        |        |
| Atlético Mineiro |        | ––––\| | 5-1  | 2-0    | 0-1    |        | 4-1    | 2-4    |        |        |        |        |
| Boa Esporte      |        |        | –––– |        | 2-3    |        | 2-1    | 2-1    | 0-1    | 2-0    | 1-2    |        |
| Caldense         |        |        | 2-0  | ––––\| | 0-1    |        | 2-0    | 3-1    |        | 0-2    | 2-0    |        |
| Cruzeiro         | 1-1    |        |      |        | ––––\| | 2-0    |        |        | 1-0    | 3-0    | 0-0    | 3-2    |
| Guarani          | 3-0    | 0-0    | 2-2  | 1-0    |        | ––––\| |        |        |        |        | 1-1    | 2-1    |
| Tombense         | 2-0    |        |      |        | 1-2    | 2-1    | ––––\| | 3-1    | 0-2    | 2-1    |        |        |
| Tricordiano      | 1-0    |        |      |        | 0-1    | 3-0    |        | ––––\| | 0-1    |        |        | 1-1    |
| Tupi             |        | 0-3    |      | 1-1    |        | 3-1    |        |        | ––––\| | 0-1    |        | 0-1    |
| Uberlândia       |        | 0-1    |      |        |        | 2-0    |        | 0-1    |        | ––––\| | 0-1    | 1-0    |
| URT              | 1-1    | 1-0    |      |        |        |        | 1-1    | 1-0    | 2-1    |        | ––––\| | 0-1    |
| Villa Nova       | 1-2    | 2-7    | 3-0  | 1-1    |        |        | 2-1    |        |        |        |        | ––––\| |

Legenda:
     Vittoria della squadra in casa.
     Vittoria della squadra in trasferta.
     Pareggio.
Note:
In grassetto i clássicos.

## Seconda fase

### Tabellone
|  | Semifinali | Semifinali       | Semifinali | Semifinali | Semifinali |  |  | Finale | Finale           | Finale | Finale | Finale |  |
|  |            |                  |            |            |            |  |  |        |                  |        |        |        |  |
|  | 1          | Cruzeiro         | 0          | 0          | 0          |  |  |        |                  |        |        |        |  |
|  | 4          | América-MG       | 2          | 0          | 2          |  |  | 1      | América-MG       | 2      | 1      | 3      |  |
|  | 2          | Atlético Mineiro | 2          | 2          | 4          |  |  | 2      | Atlético Mineiro | 1      | 1      | 2      |  |
|  | 3          | URT              | 2          | 0          | 2          |  |  |        |                  |        |        |        |  |

### Semifinali
| Squadra 1        | Totale | Squadra 2  | Andata | Ritorno |
| ---------------- | ------ | ---------- | ------ | ------- |
| Cruzeiro         | 0 - 2  | América-MG | 0 - 2  | 0 - 0   |
| Atlético Mineiro | 4 - 2  | URT        | 2 - 2  | 2 - 0   |

#### Risultati

##### Andata
| Arbitro: | Igor Júnio Benevenuto |

|                          |           |  |
| Adalberto 42’ Rangel 75’ | Marcatori |  |

| Arbitro: | Ricardo Marques Ribeiro |

|                                 |           |                                |
| Jonathan Balotelli 4’ Ramos 56’ | Marcatori | 18’ Douglas Santos 75’ Clayton |

##### Ritorno
| Arbitro: | Ricardo Marques Ribeiro |

|                                 |           |  |
| Pratto 71’ Rafael Carioca 90+1’ | Marcatori |  |

| Belo Horizonte 24 aprile 2016, ore 16:00 UTC-3 ← andata | Cruzeiro              | 0 – 0 referto | América-MG | Stadio Mineirão\| Arbitro: \| Igor Júnio Benevenuto \| |
| Arbitro:                                                | Igor Júnio Benevenuto |               |            |                                                        |

### Finale
| Squadra 1  | Totale | Squadra 2        | Andata | Ritorno |
| ---------- | ------ | ---------------- | ------ | ------- |
| América-MG | 3 - 2  | Atlético Mineiro | 2 - 1  | 1 - 1   |

#### Andata
| Arbitro: | Dewson Fernando Freitas da Silva |

|                          |           |              |
| Danilo Barcelos 33’, 51’ | Marcatori | 90+3’ Pratto |

| América Mineiro | Atlético Mineiro |

##### Formazioni
| América Mineiro (4-3-3) |    |                   |     |     |
|                         |    |                   |     |     |
| P                       | 1  | João Ricardo      |     |     |
| D                       | 22 | Pablo Barros      |     | 87’ |
| D                       | 3  | Alison            | 69’ |     |
| D                       | 4  | Suéliton          |     |     |
| D                       | 6  | Bryan             |     |     |
| C                       | 8  | Leandro Guerreiro |     |     |
| C                       | 5  | Claudinei         |     |     |
| C                       | 7  | Osman             |     |     |
| A                       | 10 | Tiago Luís        |     | 17’ |
| A                       | 16 | Rafael Bastos     |     | 78’ |
| A                       | 9  | Humberlito Borges |     |     |
| Sostituzioni:           |    |                   |     |     |
| P                       | 12 | Fernando Leal     |     |     |
| P                       | 25 | Glauco Tadeu      |     |     |
| D                       | 2  | Artur             |     | 87’ |
| D                       | 13 | Roger             |     |     |
| D                       | 14 | Danilo Barcelos   |     | 17’ |
| C                       | 15 | Christian Savio   |     |     |
| C                       | 21 | Matheusinho       |     |     |
| C                       | 19 | Ernandes          |     | 78’ |
| C                       | 17 | Guilherme Xavier  |     |     |
| A                       | 11 | Maranhão          |     |     |
| A                       | 18 | Vitinho           |     |     |
| A                       | 23 | Bruno Sávio       |     |     |
| Allenatore:             |    |                   |     |     |
| Givanildo Oliveira      |    |                   |     |     |

| Atlético Mineiro (4-4-2) |    |                  |  |     |
|                          |    |                  |  |     |
| P                        | 1  | Victor           |  |     |
| D                        | 2  | Marcos Rocha     |  |     |
| D                        | 3  | Leonardo Silva   |  |     |
| D                        | 4  | Frickson Erazo   |  |     |
| D                        | 6  | Douglas Santos   |  | 65’ |
| C                        | 5  | Rafael Carioca   |  |     |
| C                        | 8  | Leandro Donizete |  |     |
| C                        | 17 | Hyuri            |  |     |
| C                        | 29 | Patric           |  | 45’ |
| A                        | 7  | Robinho          |  |     |
| A                        | 23 | Clayton          |  | 51’ |
| Sostituzioni:            |    |                  |  |     |
| P                        | 20 | Giovanni         |  |     |
| P                        | 32 | Uilson           |  |     |
| D                        | 19 | Carlos César     |  | 65’ |
| D                        | 26 | Tiago Pagnussat  |  |     |
| C                        | 11 | Juan Cazares     |  | 51’ |
| C                        | 18 | Lucas Cândido    |  |     |
| C                        | 30 | Eduardo          |  |     |
| A                        | 9  | Lucas Pratto     |  | 45’ |
| A                        | 13 | Carlos           |  |     |
| Allenatore:              |    |                  |  |     |
| Diego Aguirre            |    |                  |  |     |

#### Ritorno
| Arbitro: | Wilton Sampaio |

|             |           |                     |
| Clayton 58’ | Marcatori | 83’ Danilo Barcelos |

| Atlético Mineiro | América Mineiro |

##### Formazioni
| Atlético Mineiro (4-3-3) |    |                  |     |     |
|                          |    |                  |     |     |
| P                        | 1  | Victor           |     |     |
| D                        | 19 | Carlos César     |     | 64’ |
| D                        | 26 | Tiago Pagnussat  | 44’ |     |
| D                        | 4  | Frickson Erazo   |     |     |
| D                        | 6  | Douglas Santos   |     |     |
| C                        | 5  | Rafael Carioca   |     |     |
| C                        | 21 | Júnior Urso      |     |     |
| C                        | 2  | Marcos Rocha     |     |     |
| C                        | 17 | Hyuri            |     | 45’ |
| A                        | 13 | Carlos           |     | 40’ |
| A                        | 9  | Lucas Pratto     |     |     |
| Sostituzioni:            |    |                  |     |     |
| P                        | 20 | Giovanni         |     |     |
| P                        | 32 | Uilson           |     |     |
| D                        | 15 | Edcarlos         |     | 64’ |
| D                        | 29 | Patric           |     |     |
| D                        | 35 | Gabriel Costa    |     |     |
| C                        | 8  | Leandro Donizete |     |     |
| C                        | 11 | Juan Cazares     |     |     |
| C                        | 18 | Lucas Cândido    |     |     |
| C                        | 30 | Eduardo          |     |     |
| C                        | 36 | Yago Henrique    |     |     |
| A                        | 7  | Robinho          |     | 45’ |
| A                        | 23 | Clayton          |     | 40’ |
| Allenatore:              |    |                  |     |     |
| Diego Aguirre            |    |                  |     |     |

| América Mineiro (4-4-2) |    |                   |     |     |
|                         |    |                   |     |     |
| P                       | 1  | João Ricardo      |     |     |
| D                       | 2  | Artur             |     | 55’ |
| D                       | 3  | Alison            | 81’ |     |
| D                       | 4  | Suéliton          | 66’ |     |
| D                       | 6  | Bryan             |     |     |
| C                       | 7  | Osman             | 51’ |     |
| C                       | 8  | Leandro Guerreiro |     |     |
| C                       | 5  | Claudinei         |     | 76’ |
| C                       | 14 | Danilo Barcelos   | 84’ |     |
| A                       | 16 | Rafael Bastos     |     | 68’ |
| A                       | 9  | Victor Rangel     |     |     |
| Sostituzioni:           |    |                   |     |     |
| P                       | 12 | Fernando Leal     |     |     |
| P                       | 25 | Glauco Tadeu      |     |     |
| D                       | 13 | Roger             |     |     |
| D                       | 22 | Jonas             |     | 55’ |
| C                       | 15 | Christian Savio   |     |     |
| C                       | 21 | Matheusinho       |     |     |
| C                       | 19 | Ernandes          |     |     |
| C                       | 17 | Guilherme Xavier  |     |     |
| A                       | 10 | Tiago Luís        |     | 68’ |
| A                       | 11 | Maranhão          |     |     |
| A                       | 18 | Humberlito Borges |     | 76’ |
| A                       | 23 | Bruno Sávio       |     |     |
| Allenatore:             |    |                   |     |     |
| Givanildo Oliveira      |    |                   |     |     |

## Troféu do Interior
Il Troféu do Interior è stato assegnato all'URT, unico club non di Belo Horizonte ad accedere alle semifinali della seconda fase.

## Statistiche

### Classifica marcatori
| Gol |  |  | Giocatore         | Squadra          |
| --- |  |  | ----------------- | ---------------- |
| 9   |  |  | Robinho           | Atlético Mineiro |
| 6   |  |  | Mancini           | Villa Nova       |
| 6   |  |  | Lucas Pratto      | Atlético Mineiro |
| 5   |  |  | Osman             | América Mineiro  |
| 4   |  |  | Danilo Barcelos   | América Mineiro  |
| 4   |  |  | Ewerton Maradona] | Caldense         |
| 4   |  |  | Fábio Júnior      | Villa Nova       |
| 4   |  |  | Rafamar           | Caldense         |

### Squadra della stagione
La squadra della stagione è stata selezionata al termine del torneo.
| Ruolo | Naz.                 | Giocatore      | Squadra          |
| ----- | -------------------- | -------------- | ---------------- |
| P     | Brasile (bandiera)   | João Ricardo   | América-MG       |
| TD    | Brasile (bandiera)   | Marcos Rocha   | Atlético Mineiro |
| D     | Brasile (bandiera)   | Mauro Viana    | URT              |
| D     | Brasile (bandiera)   | Bruno Rodrigo  | Cruzeiro         |
| TS    | Brasile (bandiera)   | Bryan          | América-MG       |
| C     | Brasile (bandiera)   | Rafael Carioca | Atlético Mineiro |
| C     | Brasile (bandiera)   | Júnior Urso    | Atlético Mineiro |
| C     | Brasile (bandiera)   | Mancini        | Villa Nova       |
| C     | Brasile (bandiera)   | Osman          | Atlético Mineiro |
| A     | Argentina (bandiera) | Lucas Pratto   | Atlético Mineiro |
| A     | Brasile (bandiera)   | Robinho        | Atlético Mineiro |

Allenatore
 Givanildo Oliveira (América-MG)
Giocatore del torneo
 Robinho (Atlético Mineiro)